# Nova Aurora (Goiás)
Nova Aurora é um município brasileiro do estado de Goiás. Localiza-se a uma latitude 18º03'27" sul e a uma longitude 48º15'13" oeste, estando a uma altitude de 719 metros. Sua população, segundo o censo 2022 do Instituto Brasileiro de Geografia e Estatística (IBGE) é de 2.101 habitantes. Possui uma área de 307,335 km².